# Доходный дом Иосифо-Волоколамского подворья
Доходный дом Иосифо-Волоколамского подворья — здание в Москве, в Китай-городе, по адресу: улица Ильинка, дом № 7/3.
Объект культурного наследия регионального значения.

## История
Доходный дом Иосифо-Волоколамского подворья по адресу улица Ильинка, дом № 7/3, был построен в 1882 году; архитектор А. С. Каминский.
- Иосифо-Волоколамский монастырь был одним из самых богатых и почитаемых на Руси монастырей.
- Архитектор Каминский построил для монастыря новое здание подворья, используя в его оформлении как готические, так и старорусские детали и мотивы.
- На первом этаже располагались многочисленные магазины: текстильный, купцов Битепажа и Люшта, мануфактурный, фирмы «Братьев Третьяковых и Коншина», башмачный, купца Королева - на самом углу здания, чайный, купца Боткина, голландский магазин Эйхтмейера. Была также известная маклерская контора Свечина и Рахманова.

### Использование
- По окончании строительства в здании размещался доходный дом Иосифо-Волоколамского подворья.
- С 1918 года в здании располагались:
  - Наркомфин;
  - Министерство финансов СССР;
  - с 1960-х по 1991 год Верховный Суд РСФСР, с 1991 по 2006 год Верховный Суд РФ;
  - В настоящее время, после реконструкции 2012 года: Федеральное казначейство (Казначейство РФ).

## Архитектура
Полифункциональный комплекс подворья содержательно и композиционно симметричен комплексу Троицкого подворья на восточной стороне площади —таким об разом площадь фланкирована зданиями представительств двух крупнейших подмосковных монастырей. Ведущим мотивом фасада являются формы готической архитектуры, однако отдельные архитектурные детали, например наличники ниш третьего и окон четвертого этажей, явно следуют формальному языку русской архитектуры, т. е. в архитектурном декоре сооружения содержится, по-видимому, слабый намек на принадлежность его монастырю — одному из красивейших средневековых ансамблей в окрестностях города Волоколамска.